# Млаше (Адигенский муниципалитет)
Млаше (груз. მლაშე) — село в Грузии, на территории Адигенского муниципалитета края (мхаре) Самцхе-Джавахети.

## География
Село находится в южной части Грузии, на левом берегу реки Кваблиани, на расстоянии 2 километров (по прямой) к западу от посёлка городского типа Адигени, административного центра муниципалитета. Абсолютная высота — 1208 метров над уровнем моря.

## Население
По результатам официальной переписи населения 2014 года, в Млаше проживало 236 человек (135 мужчин и 101 женщина). В национальной структуре населения грузины составляли 100 %.
| Год  | Население, человек |
| ---- | ------------------ |
| 2002 | 326                |
| 2014 | ↘ 236              |